# Мота ди Сото (Сондрио)
Мота ди Сото је насеље у Италији у округу Сондрио, региону Ломбардија.
Према процени из 2011. у насељу је живело 40 становника. Насеље се налази на надморској висини од 1726 м.